# Leon Huff

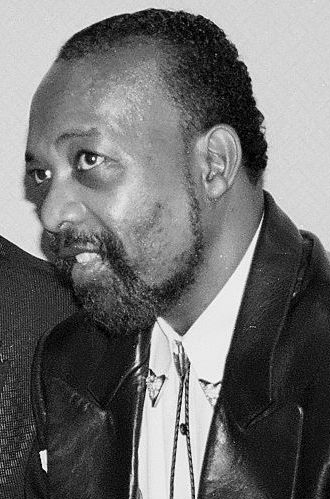
Leon Huff (1995)

Leon A. Huff (* 8. April 1942 in Camden, New Jersey) ist ein amerikanischer Soulpianist, der später zusammen mit Kenny Gamble auch Karriere als Musikproduzent und Songwriter machte (vgl. Gamble und Huff).
Huff begann seine Karriere als Sessionpianist für Produzenten wie Phil Spector und Carole King in New York City, unter anderem bei Aufnahmen des Gesangstrios The Ronettes. Später zog er nach Philadelphia, wo er zunächst The Locomotions gründete und sich dann The Romeos anschloss. 1964 verfasste Huff mit Mixed-Up, Shook-Up Girl für Patty & the Emblems erstmals einen Top-40-Hit und schloss sich noch im gleichen Jahr mit Kenny Gamble, den er bei den Romeos kennengelernt hatte, zu einem Produzenten/Songwriter-Team zusammen.
Gamble und Huff gründeten in den 1970er Jahren das legendäre Plattenlabel Philadelphia International. Sie gelten als die Erfinder des Phillysounds, der ausschließlich in den Sigma Sound Studios produziert wurde. Eine der ersten Gruppen des neuen Labels waren The Intruders. Huff versuchte sich jedoch auch alleine als Songwriter, so verfasste er Hits für The Ebonys, Carolyn Crawford, Bunny Sigler und Peoples Choice. 1980 und 1981 erschien auf Philadelphia International ein Soloalbum von Huff unter dem Namen Here to Create Music, von dem zwei Singles ausgekoppelt wurden. I Ain’t Jivin’, I’m Jammin’ wurde ein kleiner Hit.
Zusammen mit Gamble erhielt Huff 1990 einen Grammy für den besten R&B-Song, nachdem Simply Red eine Coverversion von If You Don’t Know Me by Now, das die beiden ursprünglich 1972 für Harold Melvin and the Blue Notes geschrieben hatten, erneut zum Hit machte. 1999 wurden die beiden mit einem Grammy Trustees Award ausgezeichnet und 2005 erfolgte ihre Aufnahme in die Dance Music Hall of Fame.
Der Rolling Stone listete Huff und Gamble auf Rang 66 der 100 größten Songwriter aller Zeiten.